# Angiostrongylus vasorum
Espèce
Angiostrongylus vasorum est une espèce de nématodes de la famille des Angiostrongylidae responsable de l'angiostrongylose canine. On connait très peu la biologie de cette espèce.

## Description

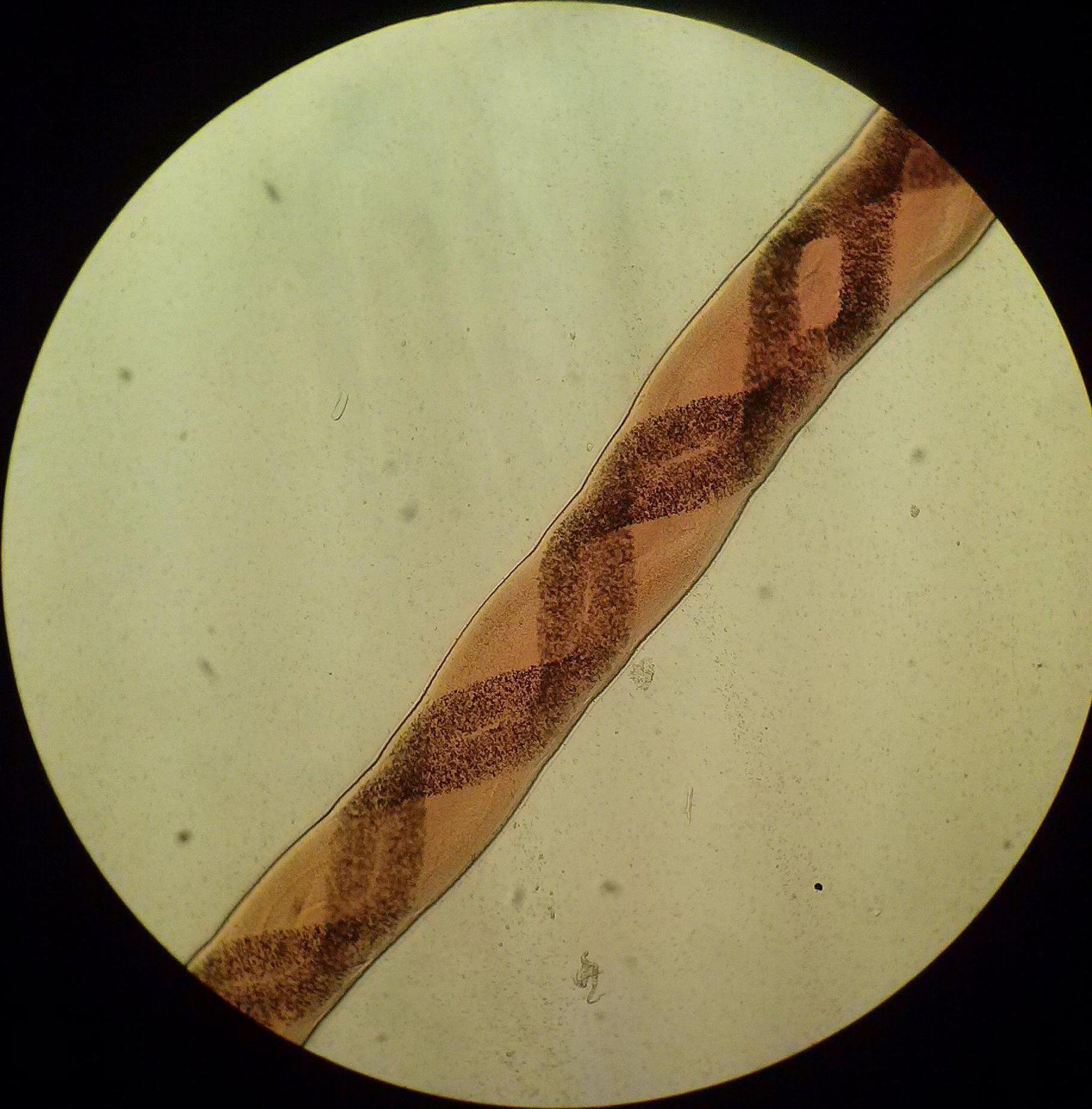
Corps d’Angiostrongylus vasorum femelle, détail des cordons génitaux enroulés autour du tube digestif.

### Morphologie
C'est un petit ver de couleur rosâtre. Sa longueur varie de 14 à 20,5 mm et sa largeur est de 0,170 à 0,306 mm. 

### Cycle de vie
Ses hôtes naturels intermédiaires sont les limaces, les escargots terrestres et d'eau douce. Il montre peu de spécificité chez son hôte intermédiaire. 
Son hôte naturel est la grande limace.
Ses hôtes définitifs naturels sont les chiens domestiques et divers autres carnivores dont notamment :
- le renard roux Vulpes vulpes[6] ;
- le renard d'Aszara Pseudalopex gymnocerus ;
- le renard chenu Pseudalopex vetulus ;
- le renard des savanes Cerdocyon thous ;
- le loup Canis lupus ;
- le coyote Canis latrans ;
- le fennec Vulpes zerda[6] ;
- le blaireau européen Meles meles[7].

Les hôtes naturels paraténiques peuvent être des grenouilles, des lézards, des souris et des rats.
Les hôtes intermédiaires expérimentaux comprennent : 
- Biomphalaria glabrata[3]
- Tenagophila Biomphalaria[8].

Les hôtes définitifs expérimentaux comprennent :
- le chacal Canis aureus[6]
- le rat du Nil Arvicanthis niloticus[6]

### Répartition
Sa région d'origine (enzootique) est l'Europe occidentale (Royaume-Uni, Irlande, France, Espagne),. 
D'autres zones sont connues comme :
- en Europe, le Danemark[9], l'Allemagne, l'Italie, la Suisse[6] et le Portugal[5] ;
- en Afrique, l'Ouganda[6] ;
- en Asie, la Turquie et les pays de l'ex-URSS[6] ;
- en Amérique du Nord, le Canada (Terre-Neuve)[6]) et les États-Unis[3].

Des larves du premier stade ont été découvertes en Australie, Argentine et Grèce.
La zone où se trouve cette espèce est en pleine expansion
On l'a également signalé en Amérique du Sud: Brésil et Colombie, mais l'analyse moléculaire a révélé que l'espèce en provenance du Brésil a un génotype différent. Il est donc possible que ce soit une espèce différente au Brésil et dans d'autres d'Amérique du Sud.

## Clinique
L'adulte hématophage vit dans le ventricule droit du cœur et l'artère pulmonaire. On retrouve les larves dans les alvéoles et les bronches d'où elles peuvent remonter jusque dans le tractus digestif et être éliminées avec les matières fécales. L'infection peut provoquer des complications cardiaques, pulmonaires, circulatoires, rénales et être fatale.

### Traitement
Il n'y a pas de traitement approuvé. On peut utiliser des anti-helminthiques comme le lévamisole, le fenbendazole et l'ivermectine. Ce traitement doit être associé à un traitement corticoïde pour éviter les chocs anaphylactiques et antiagrégant plaquettaire.

## Systématique
Le nom valide complet (avec auteur) de ce taxon est Angiostrongylus vasorum (Baillet (d), 1866) Kamensky (d), 1905.
L'espèce a été initialement classée dans le genre Strongylus sous le protonyme Strongylus vasorum Baillet, 1866.
Angiostrongylus vasorum a pour synonyme :
- Strongylus vasorum Baillet, 1866